# IC 2920
IC 2920 је појединачна звијезда у сазвјежђу Лав која се налази на листи објеката дубоког неба у Индекс каталогу.
Деклинација објекта је + 12° 33' 27" а ректасцензија 11h 32m 49,0s.